# Stenocrates bollei
Stenocrates bollei är en skalbaggsart som beskrevs av Roger Paul Dechambre 1985. Stenocrates bollei ingår i släktet Stenocrates och familjen Dynastidae. Inga underarter finns listade i Catalogue of Life.